# 四宮洋平
四宮 洋平（しのみや ようへい、1978年12月8日 - ）は、日本のラグビー指導者、元ラグビー選手。 日本代表キャップは3。主なポジションはウィング(WTB)、フルバック(FB)。東京山九フェニックス代表、清水建設江東ブルーシャークスアドバイザー。

## 来歴
神奈川県川崎市中原区出身。桐蔭学園中学校1年でラグビーを始め、桐蔭学園高校3年時には全国高等学校ラグビーフットボール大会に出場しベスト16入りを果たす。その後関東学院大学に進学し、1年からラグビー部のレギュラーに定着。在籍時は4年連続で大学選手権決勝に進出し、3回優勝している。
卒業後、ヤマハ発動機に入社。在籍中にニュージーランドに留学。2002年はナショナル・プロヴィンシャル・チャンピオンシップ2部のMID CANTERBURY州代表(NZ)、2003年にはノース・ハーバー州B代表(NZ)などにも選出された。同年には日本代表入りし、キャップ3を獲得。2005年7人制ワールドカップで5トライをあげる活躍。
2004年3月、ヤマハを退社し、1年間ニュージーランドナショナル・プロヴィンシャル・チャンピオンシップのノースランドでプレー。2005年1月、日本人で初めて南アフリカのプロリーグ・カリーカップのチームと契約。ボーランド・カヴァリアーズ、ヨハネスブルグ・レイダーズでプレー。同年9月、トップリーグのワールドファイティングブルに入団。2006年、南アフリカの強豪スーパー14のブルズと契約。ラグビー・ローマ・オリンピックへ移籍。ドーハ・アジア大会で金メダル。
2007年、ニュージーランドに渡りエアニュージーランド・カップのマナワツ州代表に選ばれる。同年9月より、当時トップウェストAリーグの近鉄ライナーズに入団。プレーオフを制しトップリーグ昇格に貢献。
2010年、イタリア GRANDUCATO PARMA RUGBY スーペル10に入団。5位でシーズン終了。2011年、フランス2部エクス＝アン＝プロヴァンスに入団。海外プロ契約6チーム目。海外ラグビー11シーズン目。2012年、イタリア Rugby Reggioへ入団。2013年6月に元バレーボール日本女子代表主将の荒木絵里香と結婚。2014年1月に第1子（長女）が誕生している。2013年12月に現役を引退し、東京フェニックス・ラグビークラブ監督に就任した。
2015年より清水建設ブルーシャークスのBKコーチに就任。